# Anne Gnahouret Tatret
Anne Gnahouret Tatret Kouamé   est une femme politique et diplomate ivoirienne, connue pour avoir occupé plusieurs postes ministériels et diplomatiques majeurs.

## Carrière
Elle fut ministre de la Solidarité, de la Reconstruction et de la Cohésion sociale dans le gouvernement Aké N'Gbo, formé en 2010 au lendemain de l'investiture contestée de Laurent Gbagbo. Ce gouvernement, actif durant la crise post-électorale ivoirienne, a duré quelques mois avant d’être dissous en 2011.
En raison de son implication dans ce gouvernement, Anne Kouamé Gnahoré a été visée par des sanctions de l'Union européenne, comprenant une interdiction d'entrée dans l'UE et le gel de ses biens.

### Carrière diplomatique
Après ses fonctions ministérielles, elle a exercé en tant qu'ambassadrice de Côte d'Ivoire en Angola, aux États-Unis et au Mexique.

## Engagement politique
Anne Kouamé Gnahoré est une membre influente du Front populaire ivoirien (FPI). Elle a été élue présidente de l’Organisation des femmes du parti et en 2018, elle fut la candidate du FPI aux élections régionales dans la région du Lôh-Djiboua,.